# Ptolemaios VIII Physcon
Ptolemaios VIII Euergetes II (khoảng 182 TCN – 26 tháng 6,116 TCN), tên hiệu là Physcon, là quốc vương nhà Ptolemaios ở Ai Cập. Sự nghiệp rắc rối của ông bắt đầu năm 170 TCN, khi Antiochus IV Epiphanes xâm lược Ai Cập, bắt anh của ông, Ptolemaios VI Philometor và cho ông tiếp tục như một vua bù nhìn. Sau đó Alexandria chọn Ptolemaios Euergetes là vua.
Sau khi Antiochos rút về (169 TCN), Euergetes chấp nhận đồng trị vì với anh cả là Ptolemaios VI Philometor và Cleopatra II. Sự sắp xếp này đã dẫn đến những âm mưu liên tục, kéo dài quyền duy nhất đến tháng 10 năm 164 TCN, khi Philometor đến Rome để đạt được sự hỗ trợ của viện nguyên lão, những người đã một phần nào hữu ích với vụ sắp xếp, nhưng sự cai trị của Physcon không được lòng dân, và tháng 5 năm 163 TCN hai anh em đồng ý chia sẻ quyền lực, trong đó Physcon chuyển về cai trị Cyrenaica.
Mặc dù sự sắp xếp kéo dài cho đến khi Philometor mất trong năm 145 TCN, nó đã không kết thúc sự tranh chấp. Physcon thuyết phục viện nguyên lão yêu cầu của mình ở Cyprus, nhưng Philometor bỏ qua điều này. Sau khi Physcon cố gắng để chinh phục hòn đảo nhưng không thành công, vào năm 161 trước Công Nguyên, Viện nguyên lão gửi đại sứ của Philometor về nhà. Đôi khi khoảng 156 trước Công nguyên BC/155 Philometor đã cố gắng để ám sát Physcon. Tuy nhiên điều này không thành công và Physcon đã đi đến Rome, hiển thị những vết thẹo của vết thương ông mang một cách nỗ lực, và bất chấp sự phản đối của Cato già, nhận được sự ủng hộ của viện nguyên lão và một số nguồn lực cho một nỗ lực khác ở Cyprus. Trong thời gian này ông gặp Cornelia Africana, người gần đây đã góa chồng sau cái chết của chồng bà Tiberius Gracchus Cả, và cầu hôn bà mà bà từ chối. (Một nguồn ghi rằng Physcon đã để lại Cyrenaica cho Rome nếu ông qua đời không có con, một hành động không được đề cập bởi bất kỳ nguồn nào khác trong văn học.)
Các nỗ lực thứ hai ở Cyprus cũng không thành công, và Philometor bắt được Physcon, nhưng tha cho ông ta, gả con gái Cleopatra Thea của mình cho ông ta, và thả cho ông quay trở lại Cyrenaica.
Khi Philometor mất trong chiến dịch năm 145 TCN, Cleopatra II đã tuyên bố con trai Ptolemaios VII làm vua, nhưng Physcon trở lại, đề xuất đồng cai trị và kết hôn với Cleopatra II, em gái của mình. Ông sau đó đã lên ngôi với tên "Ptolemaios VIII Euergetes II", cố tình nhớ lại tổ tiên của ông Ptolemaios III Euergetes, và đã tự tuyên bố là pharaoh trong năm 144 TCN.
Physcon đã trả thù đối với các trí thức của Alexandria những người đã phản đối ông, tiến hành hàng loạt cuộc thanh trừng và trục xuất bao gồm Aristarchos của Samothrace và Apollodoros, để lại một thành phố Alexandria thay đổi. Năm 145 TCN, "ông trục xuất tất cả các trí thức: nhà ngữ văn, triết gia, giáo sư hình học, nhạc sĩ, họa sĩ, giáo viên, các bác sĩ và những người khác, với kết quả là "giáo dục cho người Hy Lạp và man rợ ở nơi khác,"(Menecles của Barca, FGrHist 270 F 9).
Sau đó ông quyến rũ và kết hôn với Cleopatra III (con gái của vợ ông) mà không cần ly hôn Cleopatra II, người đã tức điên lên, và vào năm 132 TCN hoặc 131 TCN, người dân của Alexandria nổi loạn dữ dội và đốt cung điện hoàng gia. Physcon, Cleopatra III, và con cái của họ trốn sang Cyprus, trong khi Cleopatra II đã đưa con trai mười hai tuổi Ptolemaios Memphitis lên làm vua. Tuy nhiên, Physcon có thể đã bắt được cậu bé và giết ông ta, gửi trả các mảnh thân thể tới cho Cleopatra.
Cuộc nội chiến tiếp theo xảy ra giữa Cleopatra ở Alexandria chống lại các vùng nông thôn, những người hỗ trợ Physcon. Cleopatra chấp nhận dâng ngai vàng của Ai Cập cho Demetrius II Nicator, nhưng ông ta đã không có thêm hơn Pelusium và năm 127 trước Công nguyên Cleopatra bỏ tới Syria, bỏ lại thành Alexandria trụ vững thêm một năm nữa.
Sau nhiều âm mưu khác nữa, Cleopatra II cuối cùng đã trở về Ai Cập vào năm 124 trước Công nguyên và giảng hòa với anh trai, và vào khoảng thời gian này, Physcon cho con gái thứ hai của mình với Cleopatra III, Tryphaena, kết hôn với Antiochos VIII Philometor. Một sắc lệnh ân xá đã được ban ra vào năm 118 trước Công nguyên, nhưng nó là không đủ để cải thiện tình hình, và người La Mã sẽ sớm buộc phải can thiệp sau khi ông qua đời năm 116 trước Công nguyên.
Khi ông qua đời, ông để kại ngai vàng cho Cleopatra III với một trong số những người con trai của bà, tùy theo ý muốn của bà. Bà đã chọn người con trai nhỏ tuổi hơn Alexandros để trị vì với bà. Tuy nhiên, người dân Alexandria muốn người con trai lớn nhất của bà, Philometer Soter, thống đốc của Síp, đồng cai trị. Bà miễn cưỡng tuân theo, với Philometer mang tên Ptolemaios IX, mặc dù người con trai nhỏ của bà cũng sẽ cai trị tại một thời điểm.